# Dillon Stoner
Dillon Lee Stoner (Tulsa, 6 febbraio 1998) è un giocatore di football americano statunitense che milita nel ruolo di wide receiver per i Las Vegas Raiders della National Football League (NFL). Al college ha giocato per l'Università statale di Oklahoma.

## Carriera universitaria
Meredith, originario di Tulsa nell'Oklahoma, cominciò a giocare a football nella locale Jenks High School dove ricoprì i ruoli di wide receiver, defensive back, punter e punt returner nonché praticò atletica con ottimi risultati nella corsa. Nel suo ultimo anno alla scuola superiore però si fece notare sia come ricevitore che come punt returner.
Nel 2016 si iscrisse all'Università statale di Oklahoma (OSU) andando a giocare con i Cowboys che militano nella Big 12 Conference (Big-12) della Divisione I della Football Bowl Subdivision (FBS) della NCAA. Nella sua prima stagione Stoner riuscì a giocare solo 4 partite prima di subire un infortunio alla caviglia che lo tenne fuori per il resto della stagione dove, per non fargli perdere l'anno di eleggibilità, fu reso redshirt, ossia per il resto dell'anno poteva solo allenarsi senza giocare le gare ufficiali. Tornato nel 2017 fece in stagione 44 ricezioni per 576 yard e 6 touchdown. Nella stagione 2019 fu secondo nella squadra con 52 ricezioni per 599 yard e 5 touchdown, ottenendo il riconoscimento da parte della lega (honorable mention Big-12 Conference). Stesso risultato nella stagione successiva dove mise a segno 42 ricezioni per 573 yard e 4 touchdown nonché ritornando 15 punt per 91 yard. Nella partita finale della stagione regolare, contro i Baylor Bears, Stoner ricevette per 247 yard, il 3° miglior risultato nella storia della squadra, con 8 ricezioni e 3 touchdown.
Il 2 gennaio 2021 Stoner si dichiarò eleggibile per il Draft NFL 2021 rinunciando al suo ultimo anno disponibile per giocare coi Cowboys.
Stoner concluse la sua carriera al college con 191 ricezioni per 2.378 yard e 17 touchdown, risultando il 9° di tutti i tempi per la squadra di Oklahoma per yard ricevute e il 5° per numero di ricezioni, ritornando 55 punt per 372 yard.
| Stagione | Stagione | Stagione   | Stagione   | Stagione | Stagione | Ricezioni | Ricezioni | Ricezioni | Ricezioni | Ricezioni |      | Ritorni | Ritorni | Ritorni | Ritorni | Ritorni | Ritorni |
| Anno     | Squadra  | Campionato | Conference | P        | PT       | Ric       | Yard      | Media     | Lung      | TD        | Punt | Yard    | Lung    | Kick    | Yard    | Lung    |         |
| -------- | -------- | ---------- | ---------- | -------- | -------- | --------- | --------- | --------- | --------- | --------- | ---- | ------- | ------- | ------- | ------- | ------- | ------- |
| 2016     | OSU      | FBS Div. I | Big-12     | 4        | 0        | 5         | 27        | 5,4       | 17        | 0         | 0    | 0       | 0       | 0       | 0       | 0       |         |
| 2017     | OSU      | FBS Div. I | Big-12     | 11       | 5        | 44        | 576       | 13,0      | 76        | 6         | 9    | 55      | 20      | 1       | 23      | 23      |         |
| 2018     | OSU      | FBS Div. I | Big-12     | 12       | 7        | 48        | 603       | 12,6      | 32        | 2         | 11   | 62      | 14      | 1       | 0       | 0       |         |
| 2019     | OSU      | FBS Div. I | Big-12     | 13       | 12       | 52        | 599       | 11,5      | 57        | 5         | 20   | 164     | 25      | 0       | 0       | 0       |         |
| 2020     | OSU      | FBS Div. I | Big-12     | 11       | 10       | 42        | 573       | 13,6      | 75        | 4         | 15   | 91      | 34      | 0       | 0       | 0       |         |
| Totale   | Totale   | Totale     | Totale     | 51       | 34       | 191       | 2.378     | 12,4      | 76        | 17        | 55   | 372     | 34      | 2       | 23      | 23      |         |

Fonte: Football Database
In grassetto i record personali in carriera

## Carriera professionistica

### Las Vegas Raiders
Stoner non fu scelto nel corso del Draft NFL 2021 e il 7 maggio 2021 firmò da undrafted free agent con i Las Vegas Raiders con un contratto garantito da 120.000 $. 

#### Stagione 2021
Il 31 agosto 2021 i Raiders svincolarono Stoner, mettendo il suo contratto a disposizione delle altre squadra della NFL, per poi ricontrattualizzarlo il giorno successivo con la squadra di allenamento. Il 4 novembre 2021 Stoner fu spostato nella squadra attiva. Stoner debuttò in NFL il 9 novembre 2021 nella partita di settimana 9 contro i New York Giants persa dai Raiders 16-23. Stoner fu nuovamento rilasciato dai Raiders il 2 dicembre 2021 e ricontrattualizzato con la squadra di allenamento il 4 dicembre 2021. Stoner fu elevato dalla squadra di allenamento alla squadra attiva per le partite di settimana 13 contro il Washington Football Team e di settimana 16 contro i Denver Broncos. Il 17 gennaio 2022 Stoner firmò da riserva/contratto futuro coi Raiders.

#### Stagione 2022
Il 30 agosto 2022 Stoner non rientrò nel roster attivo iniziale e fu svincolato dai Raiders per poi firmare il giorno successivo con la squadra di allenamento. Il 15 settembre 2022 Stoner fu inserito nella lista degli infortunati.

## Statistiche

### Stagione regolare
| Stagione | Stagione | Stagione | Stagione | Ricezioni | Ricezioni | Ricezioni | Ricezioni | Ricezioni |
| Anno     | Squadra  | P        | PT       | Ric       | Yard      | Media     | Lung      | TD        |
| -------- | -------- | -------- | -------- | --------- | --------- | --------- | --------- | --------- |
| 2021     | LV       | 6        | 0        | 0         | 0         | 0         | 0         | 0         |
| Totale   | Totale   | 6        | 0        | 0         | 0         | 0         | 0         | 0         |

### Playoff
| Stagione | Stagione | Stagione | Stagione | Ricezioni | Ricezioni | Ricezioni | Ricezioni | Ricezioni |
| Anno     | Squadra  | P        | PT       | Ric       | Yard      | Media     | Lung      | TD        |
| -------- | -------- | -------- | -------- | --------- | --------- | --------- | --------- | --------- |
| 2021     | LV       | 0        | 0        | 0         | 0         | 0         | 0         | 0         |
| Totale   | Totale   | 0        | 0        | 0         | 0         | 0         | 0         | 0         |

Fonte: Football Database
In grassetto i record personali in carriera — Statistiche aggiornate alla stagione 2021